# Ole Fritsen
Ole Fritsen (ur. 18 lipca 1941 w Give, zm. 10 maja 2008) – duński piłkarz występujący na pozycji napastnika. Trener piłkarski.

## Kariera klubowa
Fritsen karierę rozpoczynał w 1963 roku w pierwszoligowym Vejle BK. W sezonie 1965 wywalczył z nim wicemistrzostwo Danii. W 1965 roku przeszedł do holenderskiego GVAV z Eredivisie. W sezonie 1970/1971 spadł z nim do Eerste divisie. W 1971 roku wrócił do Vejle. W sezonie 1971 zdobył z zespołem mistrzostwo Danii, a w sezonie 1972 mistrzostwo Danii oraz Puchar Danii. W 1974 roku zakończył karierę.

## Kariera reprezentacyjna
W reprezentacji Danii Fritsen zadebiutował 21 października 1964 w wygranym 1:0 meczu eliminacji Mistrzostw Świata 1966 z Walią. 26 września 1965 w zremisowanym 2:2 pojedynku Mistrzostw Nordyckich z Norwegią strzelił swojego pierwszego gola w kadrze. W latach 1964–1973 w drużynie narodowej rozegrał 6 spotkań i zdobył 3 bramki.

## Kariera trenerska
Jako trener Fritsen prowadził zespoły Vejle BK, Randers SK Freja oraz FC Fredericia. Wraz z Vejle wywalczył mistrzostwo Danii (1984) oraz wicemistrzostwo Danii (1997). W 1997 roku został uznany trenerem roku w Danii.